# Toyota Corolla
El Toyota Corolla (トヨタ・カローラ Toyota Karōra?) es un automóvil del segmento C producido por el fabricante japonés de automóviles Toyota desde el año 1966. En 1997, el Corolla se convirtió en el automóvil más vendido del mundo, desplazando de dicho sitial al Volkswagen Escarabajo, superando en la actualidad las 50 millones de unidades vendidas.
Al cumplirse 50 años de su aparición en el mercado, este modelo superó los 44 millones de unidades vendidas en todo el mundo. Aunque teniendo en cuenta las múltiples modificaciones que han sufrido los turismos desde el año 1971, los expertos atribuyen el récord de ventas al modelo Volkswagen Golf ya que, a diferencia del Corolla, que ha cambiado en varias ocasiones de nombre y de apariencia, el VW Golf ha permanecido invariable.
El Corolla abarca doce generaciones la última de las cuales fue lanzada en 2019 con mecánica híbrida y tres carrocerías diferentes en el mercado europeo: una versión de 5 puertas, una sedán y una touring sports. Dependiendo de la zona geográfica de comercialización en las últimas generaciones han existido diferencias de aspecto importantes. 
La marca australiana Holden vendió el Corolla E90 desde 1989 hasta 1994 y el Corolla E100 entre 1994 y 1996 con la denominación Holden Nova.

## Primera generación - Serie 10 (1966-1970)
El Corolla E10 fue la primera generación del vehículo vendido por Toyota bajo el nombre de Corolla.
Este coche fue lanzado en Japón en octubre de 1966, su principal competidor entonces era el Datsun 1000.
Este venía en carrocerías de 2 puertas sedán, cupé y familiar, y 4 puertas sedán; el motor que iba ser usado originalmente era uno de 1000 cm³, pero fue cambiado por un L4 de 8 válvulas a carburador con 1077 cm³ de cilindrada, entregando 60 hp, y uno de 1166 cm³ de igual condiciones con 65 hp, para agosto de 1969 sus dos motores fueron re-potenciados, agregándoles 13 hp a cada uno.
Venía con transmisiones de 4 velocidades manual o 2 velocidades automático. Fue ensamblado en Japón y Australia.

## Segunda generación - Serie 20 (1970-1974)
En mayo de 1970 se presenta esta reestilización del Toyota Corolla con motores más grandes y una carrocería 10cm más larga.
La mayoría de los modelos de producción se detuvieron en julio de 1974, pero el Familiar KE26 se siguió comercializándo en Japón, después se introdujeron las series-30.
Motorizaciones:
Motores japoneses:
- T — 1.4 L (1407 cm³) I4, 8-valve OHV, carb, 86 hp (63 kW)
- T-D — 1.4 L (1407 cm³) I4, 8-valve OHV, carb, 90 hp (66 kW)
- T-B — 1.4 L (1407 cm³) I4, 8-valve OHV, twin carb,
- 2T — 1.6 L (1588 cm³) I4, 8-valve OHV, carb, 75 hp (56 kW)
- 2T-B — 1.6 L (1588 cm³) I4, 8-valve OHV, twin carb
- 2T-G — 1.6 L (1588 cm³) I4, 8-valve DOHC, twin carb, 115 hp (86 kW)
- 3K — 1.2 L (1166 cm³) I4, 8-valve OHV, carb, 55 hp (41 kW)
- 3K-D — 1.2 L (1166 cm³) I4, 8-valve OHV, carb, 73 hp (54 kW)
- 3K-B — 1.2 L (1166 cm³) I4, 8-valve OHV, twin carb, 77 hp (57 kW)

JPN-market chasis:
- KE20 — 1166 cm³ Sedan, 2-door/4-door (Std, DX, Hi-DX)
- TE20 — 1407 cm³ Sedan, 2-door/4-door (Std, DX, Hi-DX)
- KE25 — 1166 cm³ Hardtop cupé (DX, Hi-DX, SL)
- TE25 — 1407 cm³ Hardtop cupé (DX, Hi-DX, SL, SR)
- KE26 — 1166 cm³ Wagon, 3-door/5-door
- TE27 — 1588 cm³ Hardtop cupé (Levin/Trueno twincam)

## Tercera generación - Serie 30, 40, 50, 60 (1974-1980)
En abril de 1974 se vio un Corolla más redondeado, grande, pesado y veloz. La gama se completó con la adición de un 2 puertas liftback. Se le dio el código E30 mientras que a los sprinters se les dio el código E40. En marzo de 1976, la mayoría de los modelos Corolla E30 fueron sustituidos por modelos E50 y los modelos E40 fueron sustituidos por los modelos E60.

## Cuarta generación - Serie 70 (1980-1984)
El Corolla tenía un simple cambio en la parrilla, faros y luces, mientras que el Sprinter utiliza un diseño un poco más complejo, con un cambio de sus líneas exteriores. Los nuevos motores 3A y 4A SOHC fueron añadidos a la gama. Este fue el último modelo de la "utilización hicam K" y la serie T de motores, con tracción trasera.
Aunque la mayor parte de la cuarta generación fue sustituido por el 1984, las versiones de familiar y furgoneta se ofrecieron a finales de 1987.

## Quinta generación - Serie 80 (1984-1987)
El Corolla Serie 80 fue la quinta generación de vehículos vendidos por Toyota bajo el emblema Corolla. También se vende bajo el emblema del Sprinter. En Estados Unidos se fabricó como Chevrolet Nova 5.ª generación entre 1985-1988 por NUMMI, una planta de fabricación de automóviles en Fremont, California, propiedad conjunta de General Motors y Toyota, que se inauguró en 1984 y cerró en 2010.
La quinta generación es generalmente considerado como el Corolla más popular si se compara con sus contemporáneos, y se produjeron cerca de 3,3 millones de unidades. Este modelo, a partir de 1983, se trasladó el Corolla en tracción delantera, a excepción de los modelos AE85 y AE86 Corolla Levin / Sprinter Trueno (SR-5 / GT-S en EE. UU.) que continuaron en la plataforma de tracción trasera más, a lo largo de con el "liftback" de tres puertas (E72), tres puertas van (E70) y un carro de cinco puertas (E70) de la generación anterior, que aún se está produciendo. Fue fabricado entre 1983-1987. Cabe destacar que en Venezuela fue el primer modelo de la serie lanzado al mercado en 1986 y se le conoció como "Toyota Corolla Ávila".
Dimensiones:
- Longitud:

4.135 mm (Japón)
4.255 mm (Estados Unidos)
- Ancho: 1.635 mm
- Altura: 1.328 mm
- Distancia entre ejes: 2.430 mm

## Sexta generación - Serie 90 (1988-1992)
La sexta generación del Corolla tiene un estilo mucho más redondeado y aerodinámico que las anteriores generaciones, tuvo éxito en muchos países, había versiones sedan, coupe y station incluso versiones 4wd con motores 1.3, 1.5, 1.6 L, esta serie se destacó por su gran resistencia y calidad de materiales.
El GT-I Turbo se vendió en cantidades limitadas, con motores: 4A- FE 1587 c.c., sus descendientes: Sprinter, Levin, Carib, Starlet. 
También se comercializó una versión XL Diesel con un Motor de 1796 c.c. (1CL) fabricada únicamente en Japón que se destacaba por su gran desempeño.
Fue fabricado entre 1987-1992.
Dimensiones y Especificaciones:
- Largo: 4202 mm
- Ancho: 1665 mm
- Altura: 136 mm
- Peso: 930 kg
- Volumen Baúl: 440L
- Relación Peso/Potencia: 11.3
- Frenos Delanteros: Discos Ventilados
- Frenos Traseros: Tambor
- Susp. Delantera: Independent. McPherson. coil springs
- Susp. Trasera: Independent transverse arms. coil springs. Anti roll bar

corolla sky

## Séptima generación - Serie 100 (1993-1997)

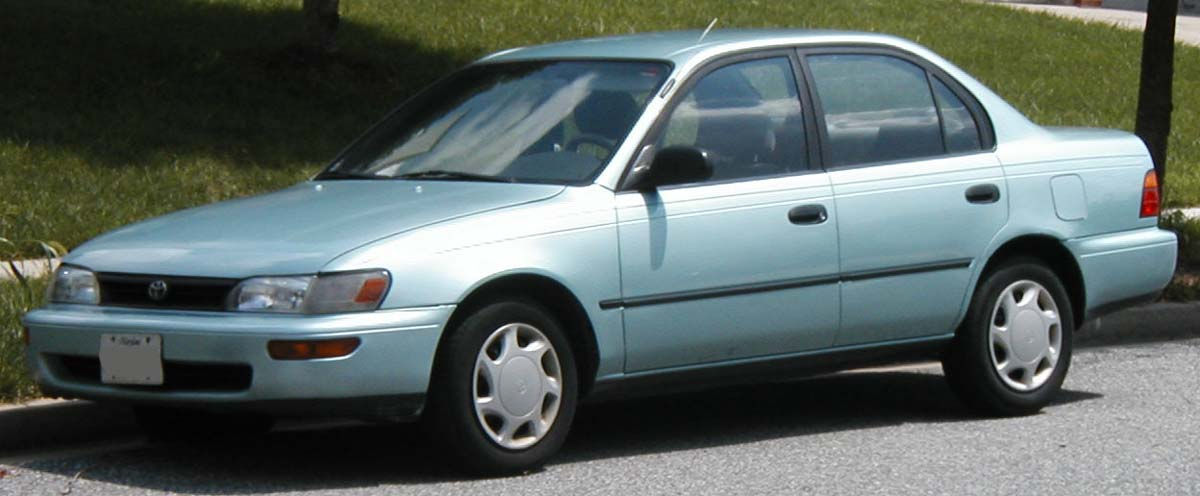
Toyota Corolla Estados Unidos 1992-1998.

La serie 100 no tuvo tanto éxito como la anterior generación debido a que la estructura y el chasis se modificaron y se hicieron menos resistentes en relación con la generación anterior del Corolla por lo que tuvo una baja aceptación con respecto a generaciones anteriores. Se produjo con una carrocería más redondeada y las siguientes motorizaciones:
Motorizaciones:
- 2E    - 1,3 L (1295 cm³) 4 cilindros SOHC 12 de 73 CV (54 kW 72 hp)
- 4E-FE - 1,3 L (1331 cm³) 4 cilindros DOHC 16v 100 CV (74 kW 99 hp)
- 5E-FE - 1,5 L (1497 cm³) 4 cilindros DOHC 16v 105 CV (77 kW, 104 hp)
- 5A-FE - 1,5 L (1498 cm³) 4 cilindros DOHC 16v 105 CV (77 kW, 104 hp)
- 4A-FE - 1,6 L (1587 cm³) 4 cilindros DOHC 16v 115 CV (85 kW, 113 hp)
- 4A-GE - 1,6 l (1587 cm³) 20v 4 cilindros DOHC VVT 160 PS (118 kW, 158 hp)
- 4A-GZE - 1,6 L (1587 cm³) 4 cilindros DOHC 16v sobrealimentado de 170 CV (125 kW 168 hp)
- 2C - 2,0 L Diésel (1974 cm³) 4 cilindros SOHC 73 PS (54 kW 72 CV)
- 3C-E - 2,2 L Diésel (1974 cm³) 4 cilindros SOHC 79 CV (58 kW, 78 hp)

En esta generación se marca el inicio para la Inyección Electrónica inventada por la misma firma (Toyota) en sus motores, sobre todo en el 5A-FE
- En América se comercializó desde 1991 hasta 1998
- Se fabricó en Japón, Estados Unidos, Canadá, Venezuela.
- Fue el coche más vendido en su segmento en Bolivia y Canadá.

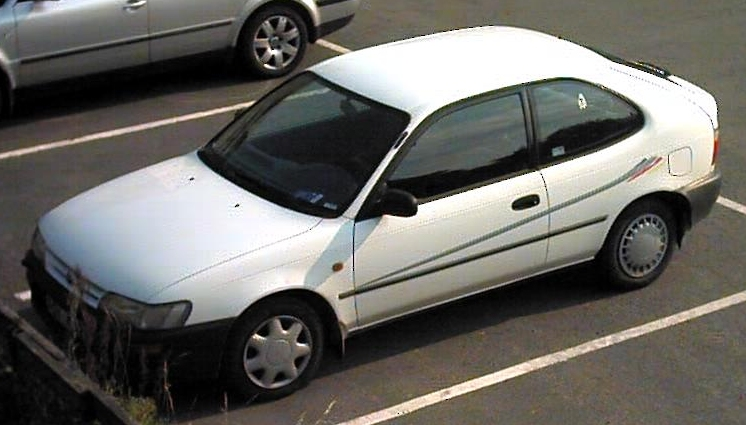
Toyota Corolla 3 puertas Europa 1992-1997.

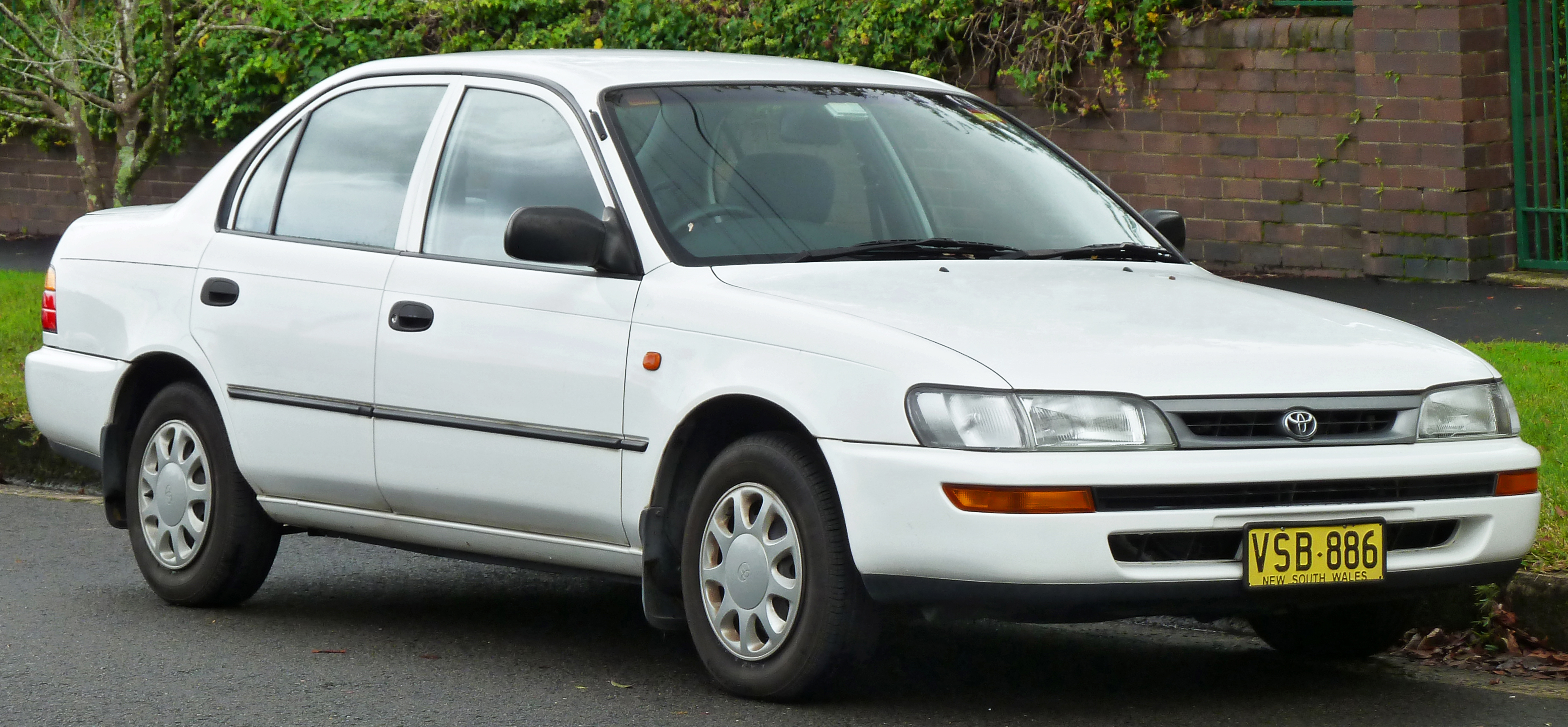
Toyota Corolla Australia 1992-1997.

## Octava generación - Serie 110 (1998-2002)

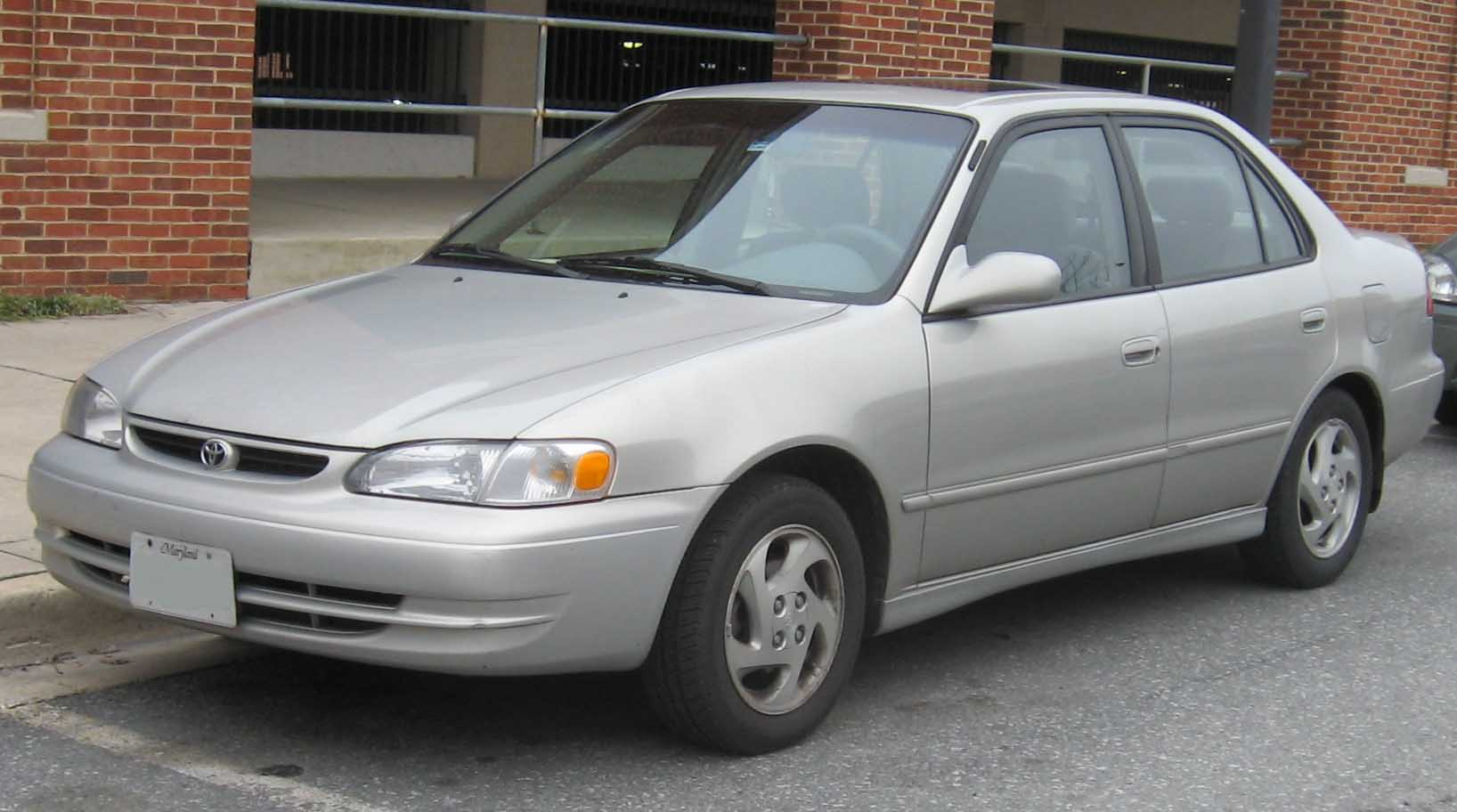
Toyota Corolla (Estados Unidos y Canadá) 1997-2002.

Este marca el fin del Sprinter, el Corolla presenta un cambio fundamental en su diseño, esta generación trata de eliminar el motor convencional e introduce la familia de motores VVT-i solo para algunos mercados. La versión de este Corolla viene en sedan y en station wagon, comercialmente tiene un código como
W-724 en la línea automotriz, se fabricó desde 1991 hasta 1999.
Motorizaciones:
- 1ZZ-FE - 1,8 L (1764 cc) I4, 16 válvulas DOHC, EFI
- 4A-GE - 1,6 L (1587 cc) I4, 20 válvulas DOHC, FI, 165 ps (121 kW)
- 4A-FE - 1,6 L (1587 cc) I4, 16-válvulas DOHC, FI, 115 ps (84 kW)
- 5A-FE - 1,5 L (1498 cc) I4, 16-válvulas DOHC, FI, 100 ps (73 kW)
- 7A-FE - 1,8 L (1762 cc) I4, 16 válvulas DOHC, FI, 120 ps (78kW)
- 4E-FE - 1,3 L (1331 cc) I4, 16-válvulas DOHC, FI, 88 ps (64 kW)
- 3C-E - 2,2 L (2184 cc) I4, diésel, inyección electrónica de combustible, 79 ps (58 kW)
- 2C-III - 2,0 L (1974 cc) I4, diésel, FI, de 73 ps (53 kW)
- 7AJ 1800CC

En América
- Argentina: importado de Japón por importadores particulares y posteriormente por Toyota Argentina en versión sedan y hatch back tres puertas.
- Bolivia: importado de Japón (Luces redondas) por Toyota Bolivia y los Estados Unidos por particulares.
- Norteamérica: fabricado en Estados Unidos y Canadá con motor a gasolina: Canadá, Estados Unidos. En México no se comercializó.
- Centroamérica: importado de Japón.
- Venezuela: fabricado en Venezuela para Ecuador, Colombia y Venezuela.
- Uruguay: importado de Japón en todas sus versiones, 1998 al 2002.
- Brasil : fabricado en Toyota Brasil con motor 7AJ.

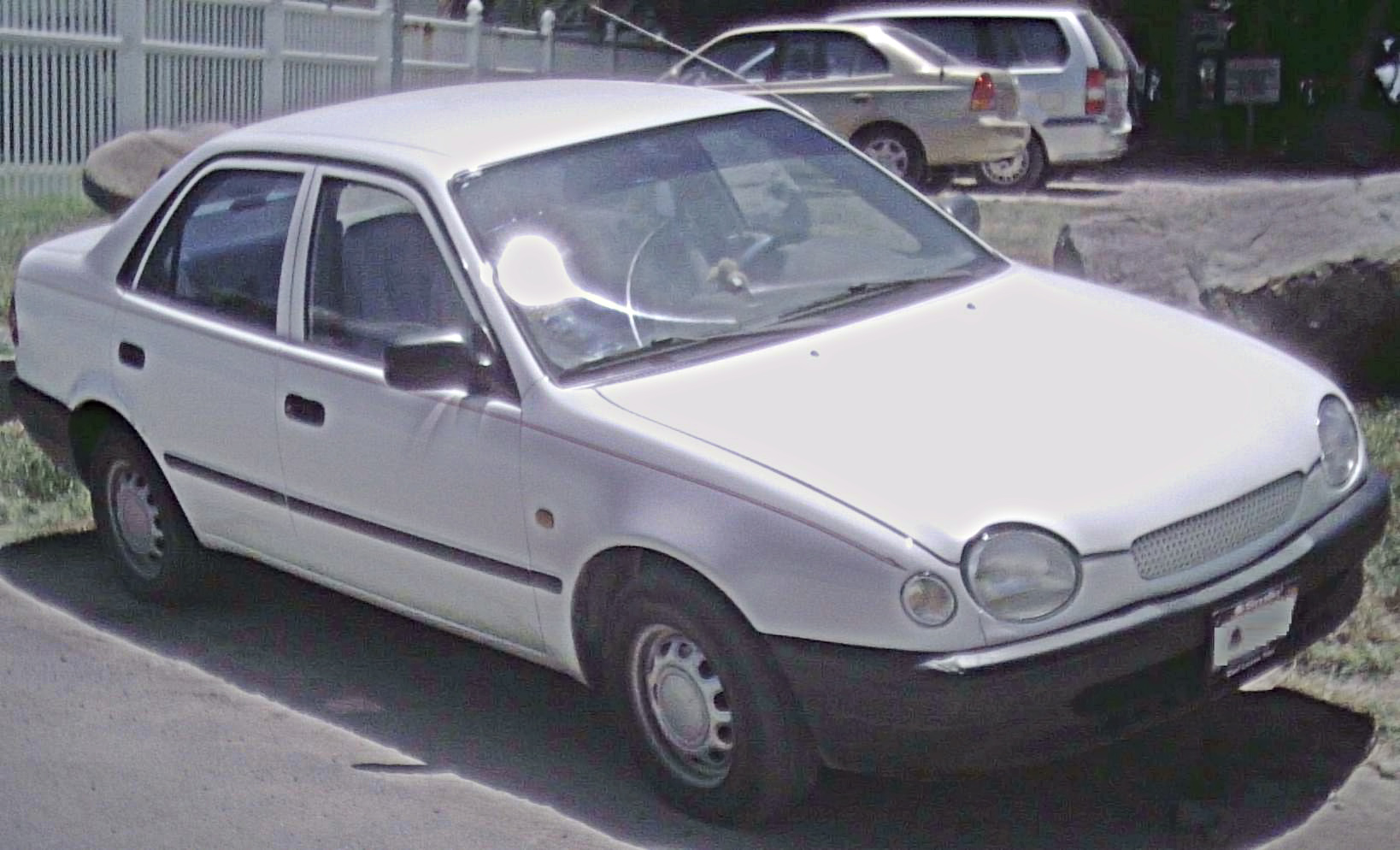
Toyota Corolla (África, Centroamérica y el Caribe, Europa, Oceanía, Medio Oriente y Sudamérica) 1997-2000.

## Novena generación - Serie 120 (2002-2007)
Esta generación fue presentada en noviembre del año 2000 y mostró un diseño más acoplado al nuevo siglo, este cambia totalmente en cuanto a diseño y motores ya sea por el motor 1ZZ-FE 1.8 L para el mercado norteamericano y el motor 3ZZ-FE 1.6L para los mercados de América del Sur y Europa.
El modelo para Japón y Sudamérica tiene un envergadura más corta y un diseño sencillo con interiores más básicos. Para Norteamérica el modelo es más lujoso y con una envergadura mucho más grande incluyendo motores con Mayor cilindrada. En la prueba de Euroncap en 2007 Adulto 34, Infantil 39, Peatones 23. Obtuvo 5 estrellas.
En América
- Bolivia: importado de Japón por Toyota Bolivia y los Estados Unidos por particulares.
- Chile: entre 2002-2003 fue importado el modelo japonés y entre 2004-2008 el modelo estadounidense fabricado en Brasil, con las dos opciones de motor (3ZZ-FE 1.6 L y 1ZZ-FE 1.8 L, ambos VVT-i) y 6 velocidades, notándose la baja de calidad y durabilidad entre el modelo nipón y el brasileño.
- Venezuela: fabricado en Venezuela para Ecuador, Colombia y Venezuela.
- Mercosur: fabricado en Brasil para Argentina, Brasil, Paraguay y Uruguay.
- Norteamérica: fabricado en Estados Unidos y Canadá para TLCAN: Canadá, Estados Unidos y México.
- Centroamérica: entre 2002-2004 fue importado de Japón y entre 2004-2008 fue importado de Brasil.

## Décima generación - Serie 140/150 (2008-2013)
Este modelo se presentó en Estados Unidos un poco más retrasado que en los demás países y para el mercado japonés se elimina el nombre oficial Corolla para llamarlo Corolla Axio que es más pequeño por leyes Japonesas, en Norteamérica mantiene el nombre de Corolla Fielder.
En Norteamérica, Chile y Europa el Corolla es ahora llamado sedán, incluyendo el motor 1ZR-FE DUAL VVT-i de 1.6L y 121 hp. con interiores más sencillos que el japonés.
En América
- Chile: importado de Brasil entre 2008-2010 y desde Japón entre 2010-2014, con motor 1ZR-FE en 5 versiones (XLI Mecánico, XLI Mecánico Aire Acondicionado, XEI Automático, GLI Mecánico, GLI Automático y LEI Automático) posee 6 velocidades en todas las versiones mecánicas y tablero Optitron a partir del GLI.
- Mercosur: fabricado en Brasil para Argentina y Brasil. Se exportó la versión básica del Corolla CE a México. Fabricado en Venezuela en la planta de Cumaná para mercado local y exportado a Colombia
- Uruguay: Importado de Japón en todas sus versiones (Disponible con Motorizaciones 1.6L Y 1.8L Nafta y 2.0 Diesel). Se comercializaron muy pocas unidades fabricadas en Brasil debido a la notoria baja calidad entre el modelo brasileño y el Japón.
- Norteamérica: fabricado en Canadá para TLCAN: Canadá, Estados Unidos y México. En el 2011 recibió un rediseño en el frente y luces traseras y baúl exclusivo para Norteamérica.
- Centroamérica: importado de Japón.
- México: se comercializa en versiones LE, XLE y XRS. En el 2008 se importó el Corolla CE fabricado en Brasil, el 2009 fue reemplazado por el Canadiense. los 4 frenos de disco de la versión para México es la principal diferencia que tiene con los modelos comercializados en Estados Unidos y Canadá que usan discos y tambor.
- Bolivia: Toyota Bolivia comercializa la versión fabricada en Japón, importadores independientes comercializan unidades fabricadas en Canadá, Estados Unidos y Japón.

## Décima primera generación - Series E160/E170 (2013-2019)
Al igual que en la generación anterior, Toyota presentó dos versiones alternativas de Corolla, las cuales diferían mucho entre sí en cuanto a sus diseños. Estas nuevas generaciones de Corolla (presentadas en sus respectivos mercados después de la décima generación), recibieron las nomenclaturas E160 y E170, respectivamente. Cada versión ha sido desarrollada para satisfacer las demandas de los distintos mercados, siendo la versión E160 destinada al mercado japonés y la E170 a otros mercados, entre ellos el de América.
La primera versión de la décima primera generación del Corolla fue la E160, la cual salió a la venta en Japón en mayo de 2013. Al igual que en la generación anterior, tanto el sedán como la rural recibían nombres particulares, siendo el sedán conocido como Corolla Axio, mientras que la rural continuaba siendo conocida como Corolla Fielder. Estas unidades son producidas por la Central Motors, una filial de Toyota ubicada en la prefectura de Miyagi, Japón. Entre las características más destacadas del E160, su diseño está basado en la plataforma B de Toyota, la cual permite la incorporación de carrocerías de dimensiones estrechas (como el Toyota Yaris), lo que le permite al vehículo un mejor desempeño en maniobrabilidad y la posibilidad de acceder a callejones estrechos.
El Corolla Axio E160 está disponible con dos opciones de motores, ambos de cuatro cilindros: El 1NR-FE de 1.3 litros y el 1NZ-FE de 1.5 litros. Asimismo, ofrece versiones de tracción delantera o tracción total y dos tipos de transmisión, siendo estas la manual de 5 velocidades y la automática CVT. En este sentido, la transmisión CVT es estándar para todas las versiones con motor 1.3 y para la 1.5 tracción total. En el del Corolla Fielder E160 también presenta dos tipos de motorizaciones de cuatro cilindros en línea, siendo estas el 1ZZ- FE de 1.5 litros y el 2ZR-FAE de 1.8 litros, ambos combinados con la caja automática CVT. La versión de 1.5 litros está disponible con tracción delantera y tracción total, mientras que la de 1.8 litros se ofrece solo en tracción delantera. A estas versiones, se les suma una más equipada con un nuevo motor 2NR-FKE, con tecnología VVT-ie, el cual fue estrenado en el año 2015.
Toyota lanzó versiones híbridas del sedán Corolla Axio y la camioneta Corolla Fielder para el mercado japonés en agosto de 2013. Ambos autos están equipados con un sistema híbrido de 1.5 litros similar al usado en el Toyota Prius C, con una eficiencia de combustible de 3.03 L / 100 km bajo el ciclo de prueba JC08. El objetivo de ventas mensuales de Toyota para Japón es de 1,000 unidades del híbrido Corolla Axio y 1,500 unidades del híbrido Corolla Fielder. Todas las versiones del Corolla E160 son destinadas a los mercados de Japón, Hong Kong y Sri Lanka, siempre obdedeciendo los patrones de regulación de dimensiones establecidos por el gobierno japonés.
Por su parte, en los demás mercados en los que Toyota tiene presencia, la marca continuó con la venta de las versiones E140/E150 de carrocería ancha hasta el año 2013. A mediados de ese año, fue lanzada en Estados Unidos la versión Corolla E170, cuyo diseño distaba mucho del E160 japonés, además de ser de dimensiones mayores a este. Esta versión de Corolla fue desarrollada en Estados Unidos por la filial Toyota Motor Manufacturing Mississippi (TMMMS), la cual lanzó el modelo en el año 2013 con dos estilos frontales de diseño, siendo uno destinado para el mercado norteamericano y el restante, para los demás mercados a lo que estaba destinado el modelo. En este sentido, el E170 presenta un diseño más amplio que sus antecesores, a la vez de estar proyectado sobre una plataforma totalmente distinta: La Toyota New MC.
Esta versión de Corolla fue presentada únicamente en versión sedán (sedán de 4 puertas), la cual al mismo tiempo también recibe un segundo nombre para diferenciarse de sus homónimos japoneses, siendo conocido como Corolla Altis. Por su parte, en el mercado chino es producido por dos fabricantes en alianza con Toyota, siendo estos FAW y Guangqi. Ambas firmas producen y venden el Corolla Altis bajo las marcas FAW-Toyota y Guangqi-Toyota, siendo la primera versión ofrecida con el nombre Corolla, mientras que la segunda se denomina Levin.
Los atributos fundamentales en Latinoamérica son las 5 estrellas de Latin NCAP a partir de 2017 y que se ofrecen con reproductor de DVD y televisión digital terrestre desde 2015.

## Décima segunda generación - Series E210 (2019-presente)
La décima segunda generación del Toyota Corolla está disponible en varias carrocerías:

### Hatchback

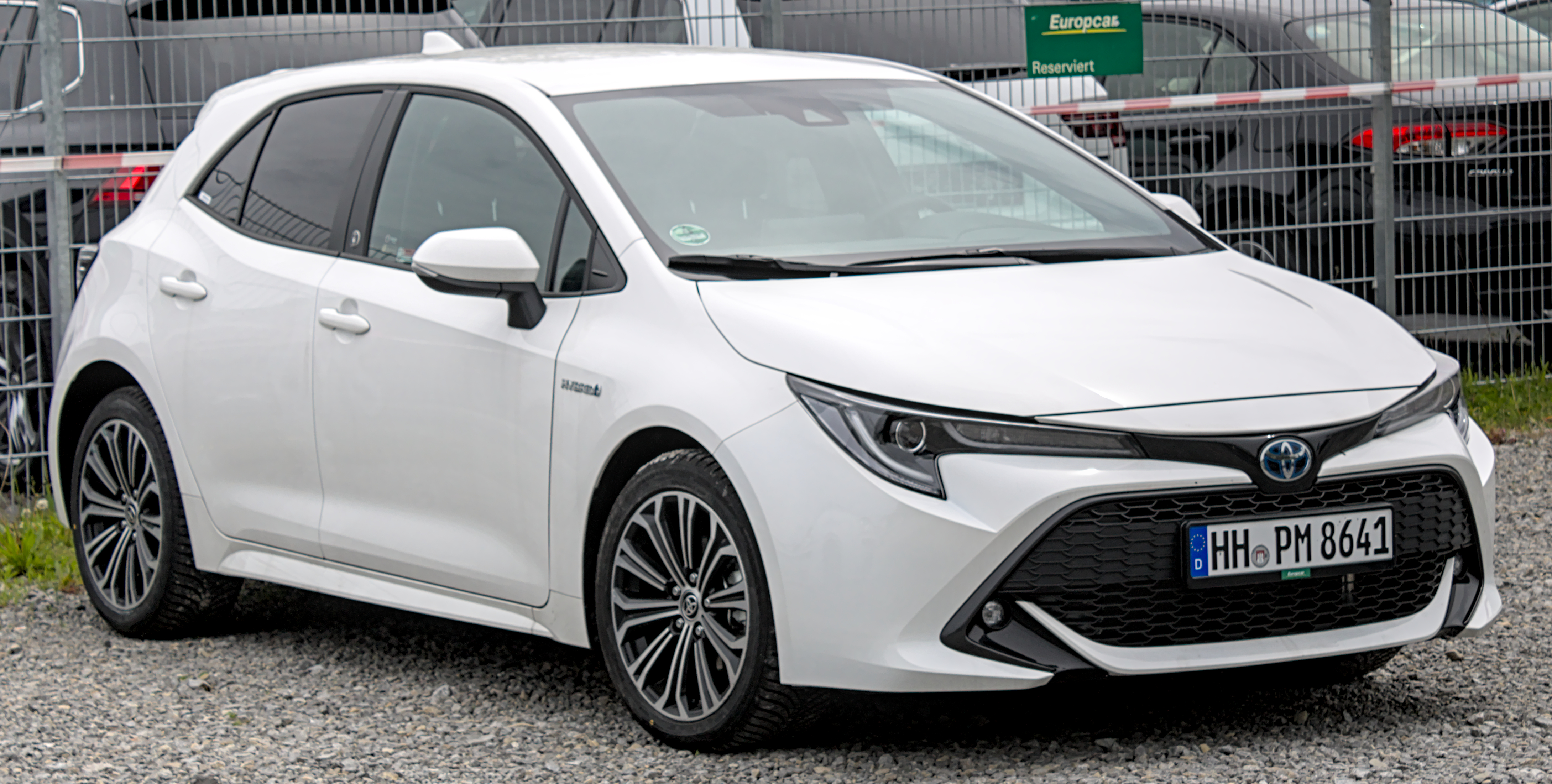
Híbrido E210.

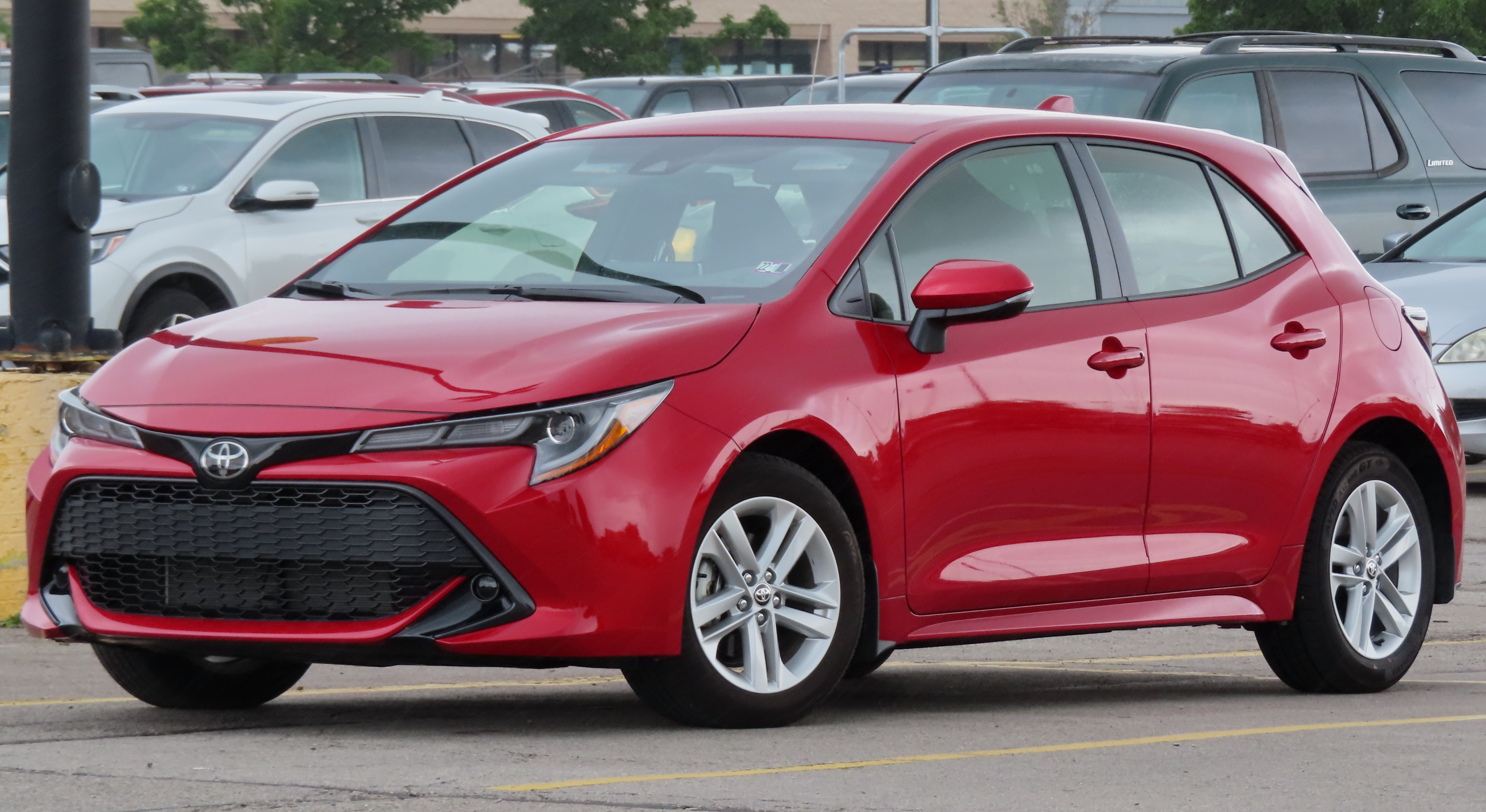
SE de 2021.

La décima segunda generación del Corolla con carrocería hatchback se presentó como modelo de preproducción en marzo de 2018 en el Salón del Automóvil de Ginebra como el Auris. La versión de producción norteamericana del Corolla Hatchback se presentó el 28 de marzo de 2018 en el Salón Internacional del Automóvil de Nueva York, y los detalles y las fotos oficiales se revelaron el 22 de marzo de 2018. El Corolla Hatchback se lanzó en Japón el 27 de junio de 2018 como el Corolla Sport. El Corolla Hatchback salió a la venta en Estados Unidos a mediados de julio de 2018, y posteriormente se lanzó en Australia el 7 de agosto de 2018. La producción del Corolla Hatchback en el mercado europeo comenzó el 14 de enero de 2019, y las ventas comenzaron en el Reino Unido en febrero de 2019 y en toda Europa en marzo de 2019.
En 2022 Toyota lanzó una actualización del Toyota Corolla la cual suma equipamiento en todas las versiones.Toyota Corolla (2022) Precio, Motor, Medidas, y Equipamiento - Monkey Motor

### GR Corolla
Es la versión Gazoo Racing del Corolla Hatchback, la divison deportiva de Toyota. Incorpora el bloque G16E-GTS de 1.6 litros turboalimentado de tres cilindros del Toyota GR Yaris, con quien igualmente, comparte la caja de cambio manual de seis marchas. Este motor cuenta con una potencia de 305 CV y con un par de 370 Nm. Cuenta con una sistema de tracción integral con reparto variable del par, que el conductor puede modificar en 60-40, 50-50 y 30-70. Es más ligero que la variante normal del compacto en sus versiones gasolina con un peso de 1474 kg, este peso se ha reducido todavía más en la variante más radical: Circuit Edition. Llegará a los concesionarios a finales de 2022 con un precio esperado de 35.000 dólares en el mercado estadounidense.

### Station wagon / Touring Sports

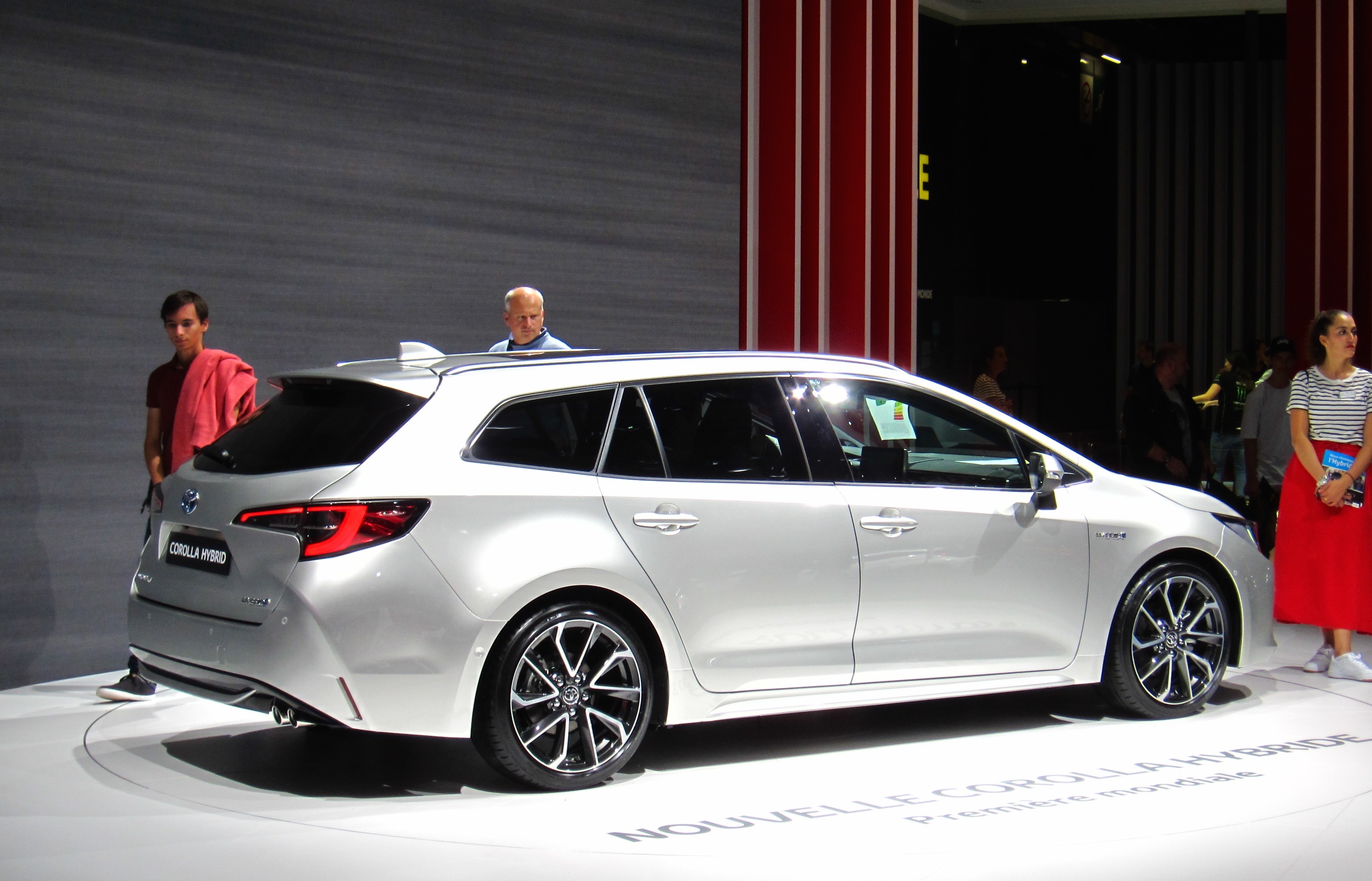
Toyota Corolla Touring Sports

La variante station wagon de la duodécima generación del Corolla, denominada Corolla Touring Sports, se presentó en el Salón del Automóvil de París de 2018 Las imágenes oficiales del Corolla Touring Sports se revelaron el 4 de septiembre de 2018.
El Corolla Touring Sports también es vendido por Suzuki como el Swace en Europa.

### Sedan

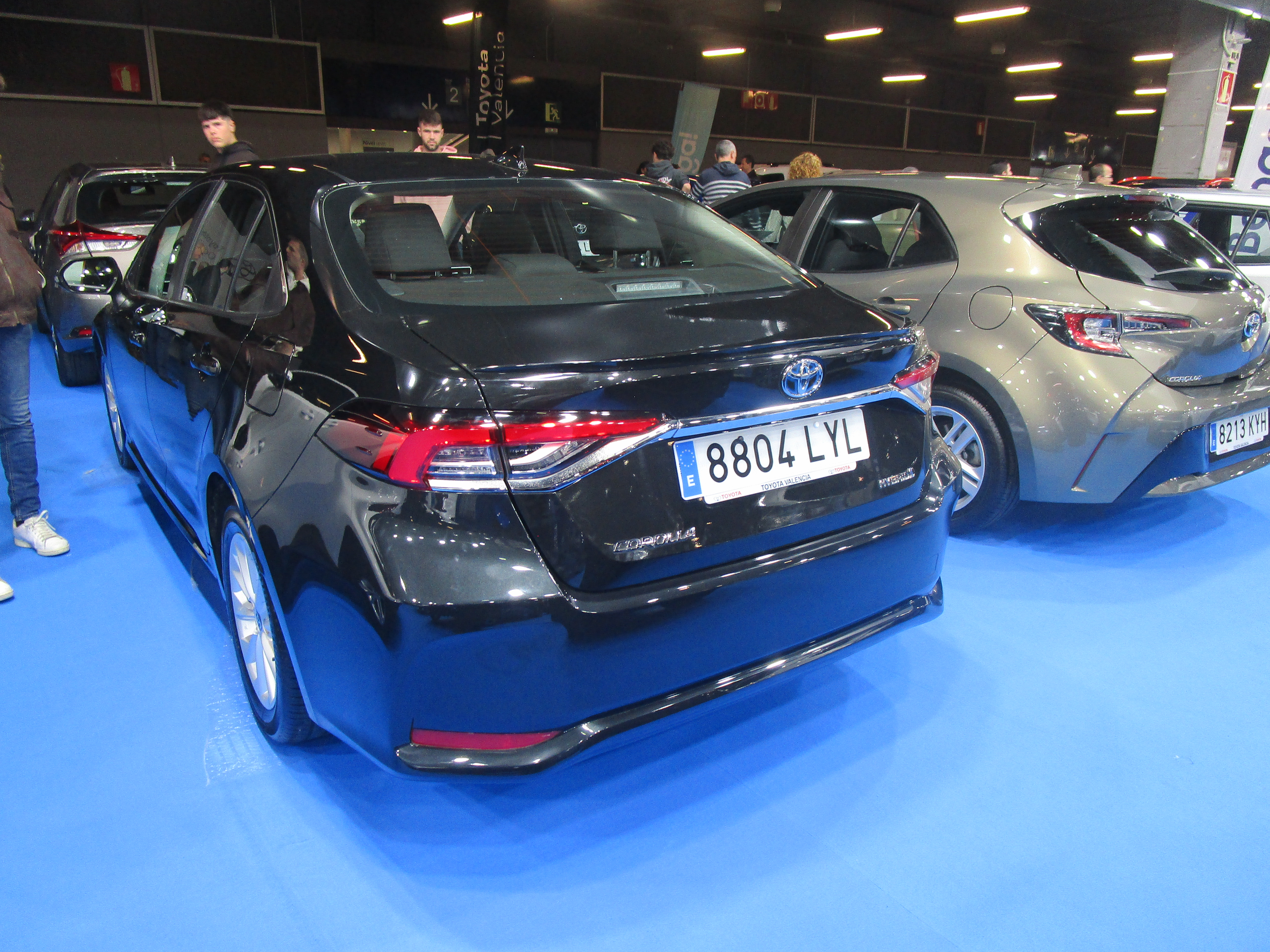
Corolla Sedán por detrás.

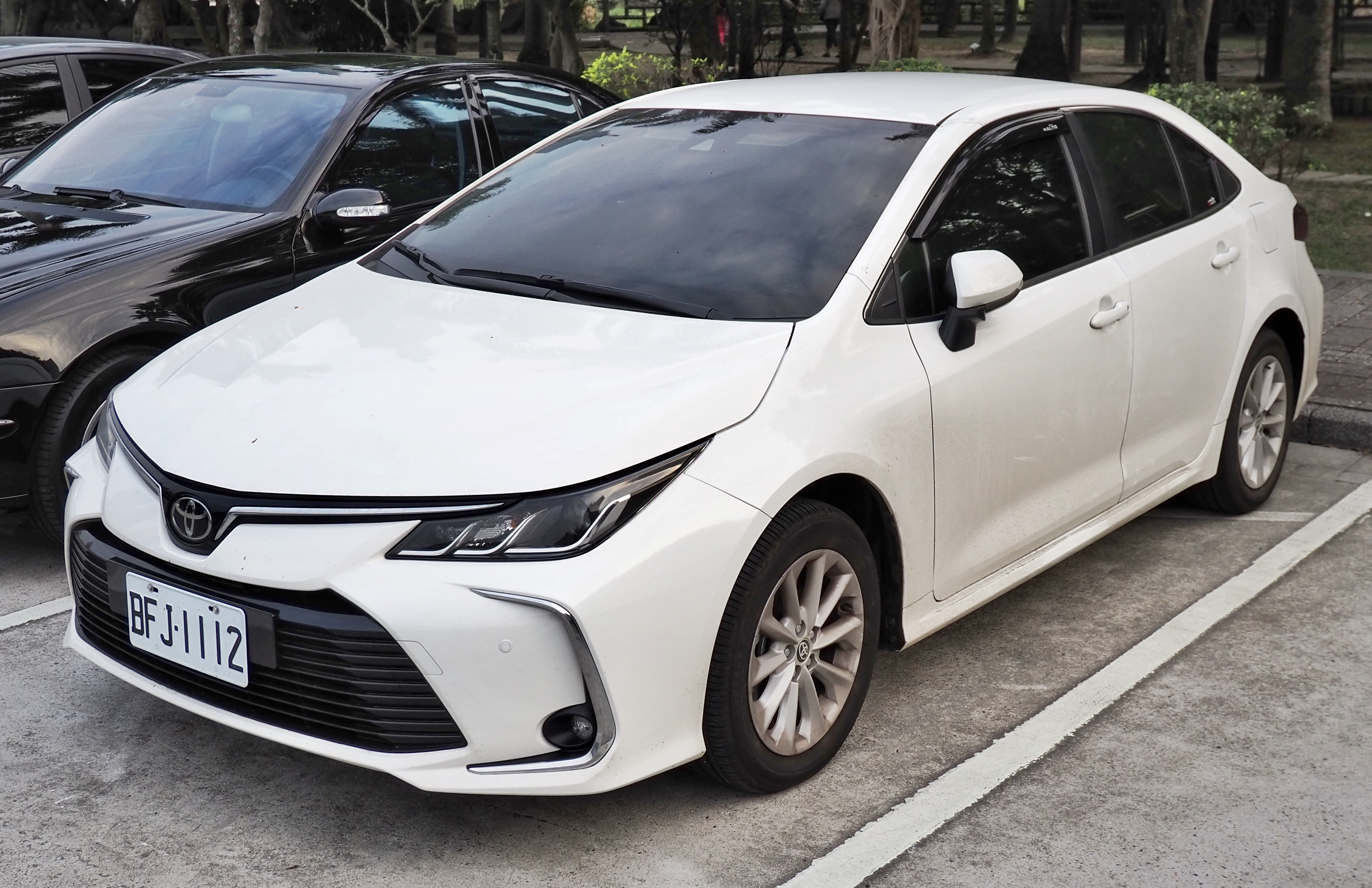
Toyota Corolla Sedan

La variante sedán del Corolla fue presentada simultáneamente entre el 15 y el 16 de noviembre de 2018 en Carmel-by-the-Sea (California, Estados Unidos) y en China en el Salón Internacional del Automóvil de Guangzhou 2018. El modelo se vende en dos versiones: Prestige (vendida en China, Europa y otros países) y Sporty (vendida en Norteamérica, Japón, Australia y otros países), y se comercializa en China como Levin. El modelo Prestige utiliza un salpicadero diferente, más parecido al del Camry XV70.
Los atributos fundamentales en Latinoamérica son las 5 estrellas de Latin NCAP a partir de 2019 y que se ofrecen con reproductor de DVD y televisión digital terrestre desde 2015.
En 2024 se auditaron las pruebas de Latin NCAP y su puntaje bajó a 4 estrellas.

### SUV / Cross

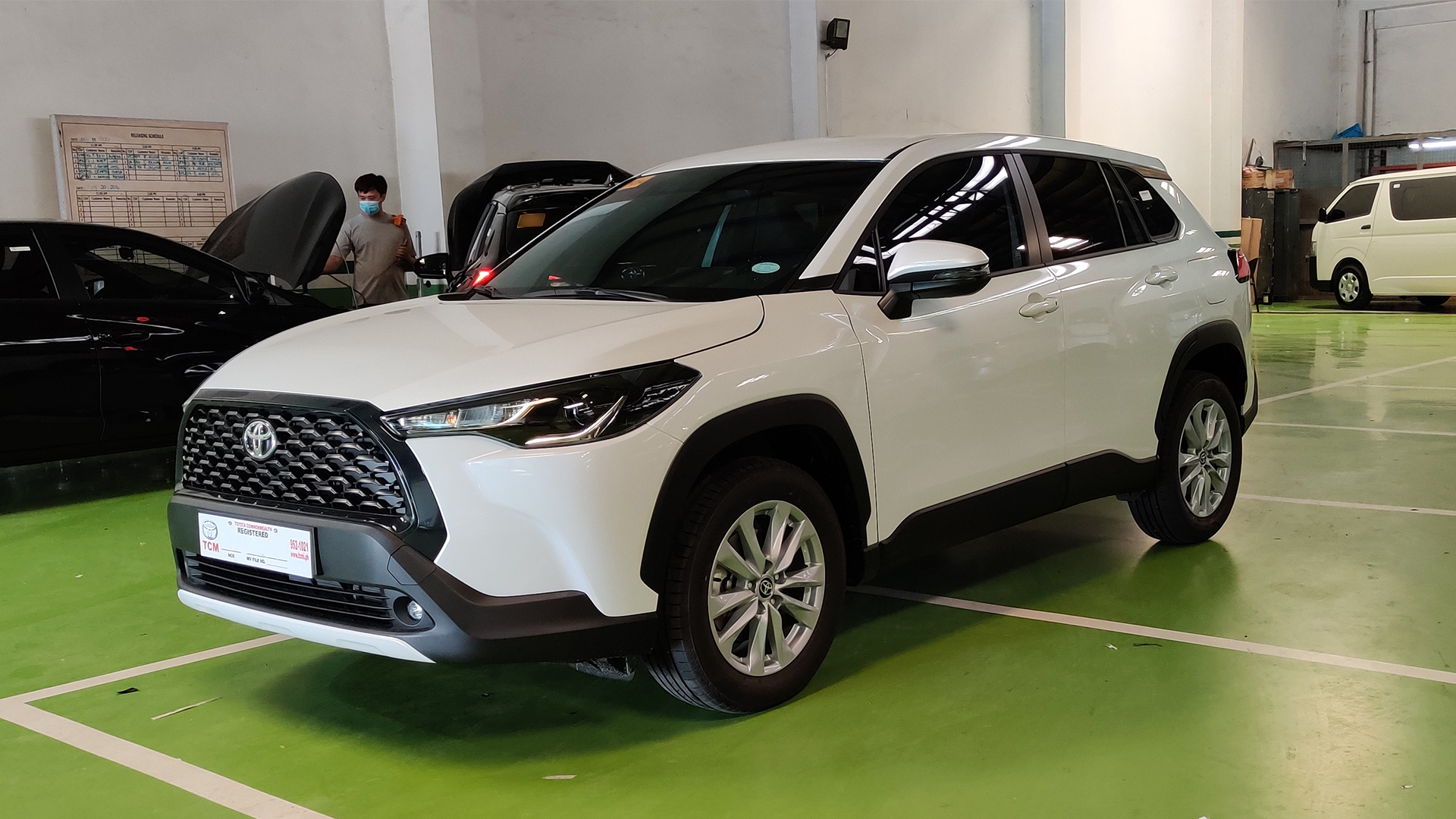
Toyota Corolla Cross

La variante SUV, denominada Corolla Cross, fue presentada en Tailandia en julio de 2020. Se fabrica en Tailandia, Taiwán y Brasil exclusivamente para los mercados de Latinoamérica y el sudeste asiático, donde comenzó a venderse en marzo de 2021. Basada en la misma plataforma del Corolla de duodécima generación, es una SUV compacta que ofrece motor convencional o híbrido, caja automática y tracción delantera simple.

## Ventas
La producción del Toyota Corolla se inició en 1966 y para el año 1997 se había convertido en el auto más vendido de todos los tiempos alcanzando 39.000.000 de unidades vendidas en todo el mundo.
Rango de Ventas en Estados Unidos.
| Año  | Estados Unidos | México | Canadá | Australia | Pakistán |
| ---- | -------------- | ------ | ------ | --------- | -------- |
| 2000 | 230,156        | N/A    | 30,576 |           |          |
| 2001 | 245,023        | N/A    | 30,813 |           |          |
| 2002 | 254,360        | N/A    | 34,948 |           |          |
| 2003 | 325,477        | N/A    | 36,128 |           |          |
| 2004 | 333,161        | N/A    | 39,053 |           |          |
| 2005 | 341,290        | N/A    | 46,415 |           |          |
| 2006 | 387,388        | N/A    | 46,256 |           |          |
| 2007 | 371,390        | 10,284 |        | 47,792    |          |
| 2008 | 351,007        | 9,370  | 57,736 | 47,901    | 9,370    |
| 2009 | 296,874        | 7,580  | 53,933 | 39,013    | 7,580    |
| 2010 | 266,082        | 9,085  | 38,680 | 41,632    | 9,085    |
| 2011 | 240,259        | 10,306 | 36,663 | 36,087    | 10,305   |
| 2012 | 290,947        | 12,767 | 40,906 | 38,799    | 12,787   |
| 2013 | 302,180        | 10,956 | 44,449 | 43,498    | 10,764   |
| 2014 | 339,498        | 5,986  | 48,881 |           | 73,000   |
| 2015 | 363,332        | 13,215 | 47,918 |           |          |
| 2016 | 331,081        | 9,362  | 45,626 |           |          |
| 2017 | 400,789        | 10,135 | 48,380 |           |          |
| 2018 |                | 6,351  |        |           |          |
| 2019 |                | 11,594 |        |           |          |